# Hirky (obwód połtawski)
Hirky (ukr. Гірки) – wieś na Ukrainie, w obwodzie połtawskim, w rejonie łochwickim. W 2001 roku liczyła 59 mieszkańców.